# Andrea Elle

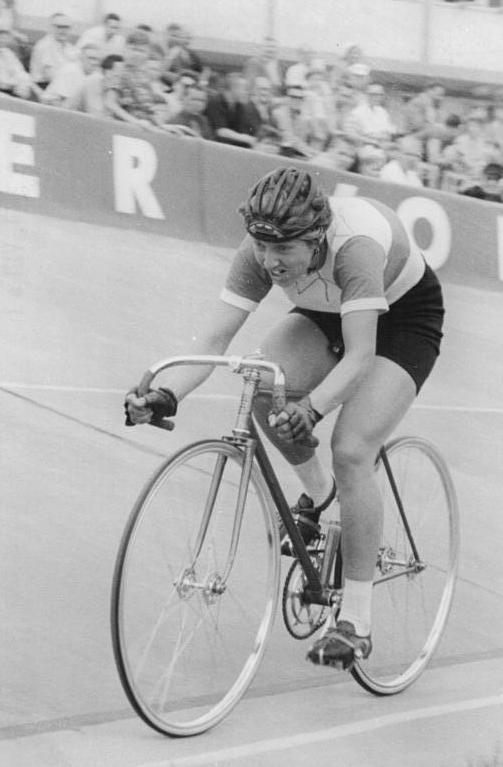
1960 wurde Andrea Elle DDR-Meisterin in der Einerverfolgung auf der Alfred-Rosch-Kampfbahn in Leipzig

Andrea Elle  (* 21. März 1940 in Dresden) ist eine ehemalige deutsche Radrennfahrerin und nationale Meisterin im Radsport.

## Sportlich
Andrea Elle begann ihre sportliche Laufbahn mit Ballett, Handball und Leichtathletik und wechselte schließlich zum Radsport.
Andrea Elle startete für den SC Einheit Berlin, später für den TSC Berlin. Bei den UCI-Bahn-Weltmeisterschaften 1960 in Leipzig belegte sie den dritten Platz in der Einerverfolgung. 1963 wurde sie DDR-Meisterin im Straßenrennen, nachdem sie schon 1958 Vize-Meisterin geworden war; 1964 belegte sie Platz drei. Auf der Bahn wurde sie 1960, 1961 und 1964 DDR-Meisterin im Zeitfahren sowie 1962 und 1963 Vize-Meisterin in dieser Disziplin. 1960 wurde sie zudem DDR-Meisterin im Sprint.

## Privat
1964 heiratete sie den Radsportler Rudolf Franz. Nach ihrer aktiven Karriere als Radrennfahrerin wurde sie Geschäftsführerin der Sektion Radsport beim TSC Berlin.